# Return of the Terror
Return of the Terror é um filme estadunidense de 1934, dos gêneros terror e mistério, dirigido por Howard Bretherton, e estrelado por Mary Astor, Lyle Talbot, John Halliday e Frank McHugh. O roteiro de Peter Milne e Eugene Solow foi baseado na peça teatral homônima de 1927, de Edgar Wallace.
A produção é uma refilmagem de "The Terror" (1928), que também foi baseada na mesma história.

## Elenco
- Mary Astor como Olga Morgan
- Lyle Talbot como Dr. Leonard Goodman
- John Halliday como Dr. John Redmayne
- Frank McHugh como Joe Hastings
- Robert Barrat como Pudge Walker
- Irving Pichel como Daniel Burke
- George E. Stone como Soapy McCoy
- J. Carrol Naish como Steve Scola
- Frank Reicher como Franz Reinhardt
- Robert Emmett O'Connor como Inspetor Bradley
- Renee Whitney como Virginia Mayo
- Etienne Girardot como Sr. Tuttle
- Maude Eburne como Sra. Elvery
- Charley Grapewin como Jessup
- George Humbert como Tony
- Edmund Breese como Editor
- George Cooper como Cotton
- Cecil Cunningham como Srta. Doolittle
- Frank Conroy como Advogado de Acusação
- Howard Hickman como Juiz
- Lorena Layson como Empregada
- Harry Seymour como Repórter da Cidade
- Philip Morris como Guarda
- Bert Moorhouse como Primeiro Soldado
- Eddie Shubert como Segundo Soldado

## Recepção
A.D.S., em sua crítica para o The New York Times, escreveu que "o filme foi administrado com a habilidade usual de Hollywood nas propriedades físicas, mas sua estrutura possui um aspecto reparador. Como um repórter suspeito, Frank McHugh cria algumas risadas, mas a escrita de seu personagem é estritamente rotineira e o humor necessário é, em grande parte, ausente. Robert Emmett O'Connor é excelente como um detetive durão, e os outros principais, John Halliday, Mary Astor, Lyle Talbot e Robert Barrat, estão totalmente satisfatórios".

## Preservação
Uma impressão em 35 mm foi preservada pela Biblioteca do Congresso dos Estados Unidos, e uma impressão em 16 mm do filme sobrevive no Wisconsin Center for Film and Theater Research. Foi transformado em um filme em 16 mm pela Associated Artists Productions na década de 1950, e depois exibido na televisão.